# Securigera charadzeae
Securigera charadzeae är en ärtväxtart som först beskrevs av Leonida S. Chinthibidze och Tschuchr., och fick sitt nu gällande namn av Sergei Kirillovich Czerepanov. Securigera charadzeae ingår i släktet rosenkroniller, och familjen ärtväxter. Inga underarter finns listade i Catalogue of Life.